# Урганья
Урганья́ (кат. Organyà) — муніципалітет, розташований в Автономній області Каталонія, в Іспанії. Знаходиться у районі (кумарці) Алт Урхель провінції Лєйда, згідно з новою адміністративною реформою перебуватиме у складі Баґарії (округи) Ал Пірінеу і Аран.

## Населення
Населення міста (у 2007 р.) становить 959 осіб (з них менше 14 років — 9,7 %, від 15 до 64 — 62,4 %, понад 65 років — 27,9 %). У 2006 р. народжуваність склала 3 особи, смертність — 11 осіб, зареєстровано 2 шлюби. У 2001 р. активне населення становило 460 осіб, з них безробітних — 30 осіб.

Серед осіб, які проживали на території міста у 2001 р., 806 народилися в Каталонії (з них 626 осіб у тому самому районі, або кумарці), 123 особи приїхали з інших областей Іспанії, а 33 особи приїхали з-за кордону. 

Університетську освіту має 8,5 % усього населення. 

У 2001 р. нараховувалося 379 домогосподарств (з них 28,2 % складалися з однієї особи, 26,4 % з двох осіб,21,6 % з 3 осіб, 15 % з 4 осіб, 5,3 % з 5 осіб, 3,2 % з 6 осіб, 0 % з 7 осіб, 0 % з 8 осіб і 0,3 % з 9 і більше осіб).

Активне населення міста у 2001 р. працювало у таких сферах діяльності: у сільському господарстві — 10 %, у промисловості — 18,1 %, на будівництві — 16,7 % і у сфері обслуговування — 55,1 %. 

 У муніципалітеті або у власному районі (кумарці) працює 314 осіб, поза районом — 171 особа.

### Безробіття
У 2007 р. нараховувалося 15 безробітних (у 2006 р. — 38 безробітних), з них чоловіки становили 20 %, а жінки — 80 %.

## Економіка

### Підприємства міста

#### Промислові підприємства
| \| Промислові підприємства міста, за сферою діяльності \| Промислові підприємства міста, за сферою діяльності \| Промислові підприємства міста, за сферою діяльності \| \| Рік \| 2002 р. \| 2001 р. \| \| --------------------------------------------------- \| --------------------------------------------------- \| --------------------------------------------------- \| \| Енергетичні та водні ресурси \| 16,7 % \| 28,6 % \| \| Хімія та метали \| 16,7 % \| 14,3 % \| \| Переробка металів \| 16,7 % \| 14,3 % \| \| Продукти харчування \| 33,3 % \| 28,6 % \| \| Текстиль \| 0 % \| 0 % \| \| Виробництво меблів, видання \| 16,7 % \| 14,3 % \| \| Інше \| 0 % \| 0 % \| \| Усього підприємств \| 6 \| 7 \| |         |         |
| Промислові підприємства міста, за сферою діяльності |         |         |
| Рік | 2002 р. | 2001 р. |
| Енергетичні та водні ресурси | 16,7 %  | 28,6 %  |
| Хімія та метали | 16,7 %  | 14,3 %  |
| Переробка металів | 16,7 %  | 14,3 %  |
| Продукти харчування | 33,3 %  | 28,6 %  |
| Текстиль | 0 %     | 0 %     |
| Виробництво меблів, видання | 16,7 %  | 14,3 %  |
| Інше | 0 %     | 0 %     |
| Усього підприємств | 6       | 7       |

#### Роздрібна торгівля
| \| Підприємства роздрібної торгівлі міста, за сферою діяльності \| Підприємства роздрібної торгівлі міста, за сферою діяльності \| Підприємства роздрібної торгівлі міста, за сферою діяльності \| \| Рік \| 2002 р. \| 2001 р. \| \| ------------------------------------------------------------ \| ------------------------------------------------------------ \| ------------------------------------------------------------ \| \| Продукти харчування \| 58,3 % \| 63,6 % \| \| Одяг та взуття \| 4,2 % \| 0 % \| \| Товари для дому \| 8,3 % \| 9,1 % \| \| Книги та періодичні видання \| 4,2 % \| 4,5 % \| \| Промислова хімічна продукція \| 16,7 % \| 13,6 % \| \| Продукція, пов'язана з транспортними засобами \| 0 % \| 0 % \| \| Інше \| 8,3 % \| 9,1 % \| \| Усього підприємств \| 24 \| 22 \| |         |         |
| Підприємства роздрібної торгівлі міста, за сферою діяльності |         |         |
| Рік | 2002 р. | 2001 р. |
| Продукти харчування | 58,3 %  | 63,6 %  |
| Одяг та взуття | 4,2 %   | 0 %     |
| Товари для дому | 8,3 %   | 9,1 %   |
| Книги та періодичні видання | 4,2 %   | 4,5 %   |
| Промислова хімічна продукція | 16,7 %  | 13,6 %  |
| Продукція, пов'язана з транспортними засобами | 0 %     | 0 %     |
| Інше | 8,3 %   | 9,1 %   |
| Усього підприємств | 24      | 22      |

#### Сфера послуг
| \| Підприємства міста, що працюють у сфері послуг, за діяльністю \| Підприємства міста, що працюють у сфері послуг, за діяльністю \| Підприємства міста, що працюють у сфері послуг, за діяльністю \| \| Рік \| 2002 р. \| 2001 р. \| \| ------------------------------------------------------------- \| ------------------------------------------------------------- \| ------------------------------------------------------------- \| \| Гуртова торгівля \| 11,1 % \| 10,6 % \| \| Готелі та готельний бізнес \| 33,3 % \| 34 % \| \| Транспорт та зв'язок \| 13,3 % \| 12,8 % \| \| Посередницькі фінансові послуги \| 6,7 % \| 6,4 % \| \| Послуги підприємствам \| 4,4 % \| 4,3 % \| \| Послуги фізичним особам \| 28,9 % \| 27,7 % \| \| Нерухомість та ін. \| 2,2 % \| 4,3 % \| \| Усього підприємств \| 45 \| 47 \| |         |         |
| Підприємства міста, що працюють у сфері послуг, за діяльністю |         |         |
| Рік | 2002 р. | 2001 р. |
| Гуртова торгівля | 11,1 %  | 10,6 %  |
| Готелі та готельний бізнес | 33,3 %  | 34 %    |
| Транспорт та зв'язок | 13,3 %  | 12,8 %  |
| Посередницькі фінансові послуги | 6,7 %   | 6,4 %   |
| Послуги підприємствам | 4,4 %   | 4,3 %   |
| Послуги фізичним особам | 28,9 %  | 27,7 %  |
| Нерухомість та ін. | 2,2 %   | 4,3 %   |
| Усього підприємств | 45      | 47      |

## Житловий фонд
У 2001 р. 5,3 % усіх родин (домогосподарств) мали житло метражем до 59 м2, 24 % — від 60 до 89 м2, 46,7 % — від 90 до 119 м2 і
24 % — понад 120 м2.

З усіх будівель у 2001 р. 6,1 % було одноповерховими, 44,7 % — двоповерховими, 42,3 % — триповерховими, 3,5 % — чотириповерховими, 2,6 % — п'ятиповерховими, 0,9 % — шестиповерховими,
0 % — семиповерховими, 0 % — з вісьмома та більше поверхами.

## Автопарк
| \| Автомобілі, зареєстровані у місті, за призначенням \| Автомобілі, зареєстровані у місті, за призначенням \| Автомобілі, зареєстровані у місті, за призначенням \| \| Рік \| 2006 р. \| 2005 р. \| \| -------------------------------------------------- \| -------------------------------------------------- \| -------------------------------------------------- \| \| Приватні автомобілі \| 62 % \| 62,7 % \| \| Мотоцикли \| 7,3 % \| 7,4 % \| \| Вантажівки \| 24,9 % \| 24,6 % \| \| Трактори \| 0,4 % \| 0,4 % \| \| Автобуси та ін. \| 5,5 % \| 5 % \| \| Усього автомобілів \| 768 шт. \| 745 шт. \| |         |         |
| Автомобілі, зареєстровані у місті, за призначенням |         |         |
| Рік | 2006 р. | 2005 р. |
| Приватні автомобілі | 62 %    | 62,7 %  |
| Мотоцикли | 7,3 %   | 7,4 %   |
| Вантажівки | 24,9 %  | 24,6 %  |
| Трактори | 0,4 %   | 0,4 %   |
| Автобуси та ін. | 5,5 %   | 5 %     |
| Усього автомобілів | 768 шт. | 745 шт. |

## Вживання каталанської мови
У 2001 р. каталанську мову у місті розуміли 99,9 % усього населення (у 1996 р. — 98,3 %), вміли говорити нею 92,8 % (у 1996 р. — 87,4 %), вміли читати 88 % (у 1996 р. — 72,7 %), вміли писати 62,6 % (у 1996 р. — 39 %). Не розуміли каталанської мови 0,1 %.

## Політичні уподобання
У виборах до Парламенту Каталонії у 2006 р. взяло участь 480 осіб (у 2003 р. — 600 осіб). Голоси за політичні сили розподілилися таким чином:
| \| Вибори до Парламенту Каталонії \| Вибори до Парламенту Каталонії \| Вибори до Парламенту Каталонії \| \| Рік \| 2006 р. \| 2003 р. \| \| -------------------------------------- \| ------------------------------ \| ------------------------------ \| \| Конвергенція та Єднання (CiU) \| 46,9 % \| 47,8 % \| \| Соціалістична партія Каталонії (PSC) \| 21 % \| 19,2 % \| \| Народна партія (PP) \| 6 % \| 7,5 % \| \| Ініціатива за зелену Каталонію (IC) \| 3,3 % \| 2,3 % \| \| Республіканська лівиця Каталонії (ERC) \| 22,1 % \| 22,3 % \| \| Громадянська партія (C's) \| 0,2 % \| 0 % \| \| Інші \| 0,4 % \| 0,8 % \| |         |         |
| Вибори до Парламенту Каталонії |         |         |
| Рік | 2006 р. | 2003 р. |
| Конвергенція та Єднання (CiU) | 46,9 %  | 47,8 %  |
| Соціалістична партія Каталонії (PSC) | 21 %    | 19,2 %  |
| Народна партія (PP) | 6 %     | 7,5 %   |
| Ініціатива за зелену Каталонію (IC) | 3,3 %   | 2,3 %   |
| Республіканська лівиця Каталонії (ERC) | 22,1 %  | 22,3 %  |
| Громадянська партія (C's) | 0,2 %   | 0 %     |
| Інші | 0,4 %   | 0,8 %   |

У муніципальних виборах у 2007 р. взяло участь 628 осіб (у 2003 р. — 691 особа). Голоси за політичні сили розподілилися таким чином:
| \| Муніципальні вибори \| Муніципальні вибори \| Муніципальні вибори \| \| Рік \| 2007 р. \| 2003 р. \| \| -------------------------------------- \| ------------------- \| ------------------- \| \| Конвергенція та Єднання (CiU) \| 33,1 % \| 37,3 % \| \| Соціалістична партія Каталонії (PSC) \| 41,1 % \| 35 % \| \| Народна партія (PP) \| 2,1 % \| 11,1 % \| \| Ініціатива за зелену Каталонію (IC) \| 8,1 % \| 0 % \| \| Республіканська лівиця Каталонії (ERC) \| 15,6 % \| 16,5 % \| \| Громадянська партія (C's) \| 0 % \| 0 % \| \| Інші \| 0 % \| 0 % \| |         |         |
| Муніципальні вибори |         |         |
| Рік | 2007 р. | 2003 р. |
| Конвергенція та Єднання (CiU) | 33,1 %  | 37,3 %  |
| Соціалістична партія Каталонії (PSC) | 41,1 %  | 35 %    |
| Народна партія (PP) | 2,1 %   | 11,1 %  |
| Ініціатива за зелену Каталонію (IC) | 8,1 %   | 0 %     |
| Республіканська лівиця Каталонії (ERC) | 15,6 %  | 16,5 %  |
| Громадянська партія (C's) | 0 %     | 0 %     |
| Інші | 0 %     | 0 %     |

## Історія та культура
Див. також Проповіді з Урганьї.

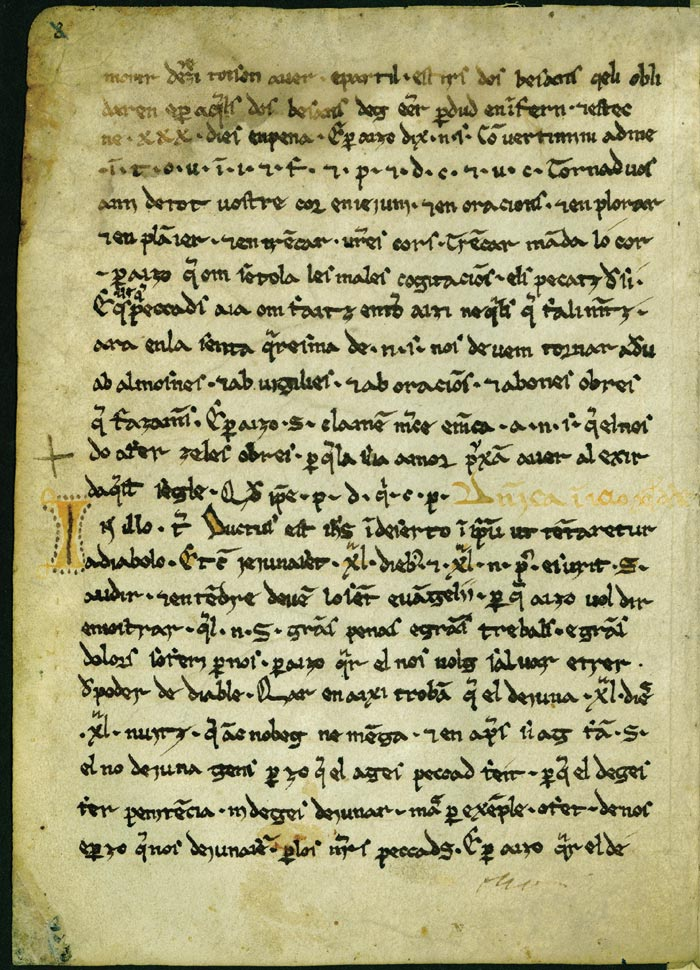
Фрагмент манускрипту «Проповідей з Урганьї»

З містом Урганья пов'язаний цікавий документ, який має назву «Проповіді з Урганьї». Це найдавніший літературний прозовий твір, написаний каталанською мовою. «Проповіді» було відкрито Др. Жуакімом Міретом-і-Сансом, каталонським істориком і юристом у вересні 1904 р., який досліджував збірку пергаментів архіву церкви Св. Марії у м. Урганья. Сам архів було засновано ще у X ст. впливовою родиною Кабует. Документ являв собою 6 аркушів пергаменту розміром 18 на 12,5 см з текстом на обох боках. Пізніше було віднайдено ще два аркуші.
Оригінал знаходиться у Бібліотеці Каталонії, у музеї самої Урганьї виставлено копію. З оцифрованою копією документа можна ознайомитися тут.
За оцінками експертів «Проповіді з Урганьї» було написано між 1080 та 1095 роками, хоча за певними особливостями стилю документу його можна датувати й пізнішою епохою, а саме часом короля Петра ІІ Арагонського Католика (1196–1213).
У муніципалітеті Урганья на згадку про цей документ побудовано пам'ятник-маяк, який символізує появу і розвиток каталанської мови протягом останніх 800 років (сам ювілей знахідки було відзначено у 2004). За однією з пропозицій лампа маяка має бути встановлена на дзвіниці церкви Св. Марії, в архіві якої і було знайдено «Проповіді з Урганьї». Біля дзвіниці має бути покладено землю з кожної з каталанських країн, як символ соборності каталаномовних територій.